# NRJ In The Morning
NRJ In The Morning var ett morgonprogram som pågick mellan hösten 2004 och våren 2008 på den svenska filialen av radiostationen NRJ. Programledare var Micke Svensson, Alex och Fredrik. Tidigare var också Michell en av programledarna. Morgonshowen startade hösten 2004 och pågick fram till 2008, den fiktive DJ Blå var en återkommande gäst i programmet.
NRJ In The Morning är nu nerlagt och Knappen och Hakim kommer att vara i rampljusen på morgnarna i framtiden. Den 3 mars drar den nya duon igång programmet NRJ Morgon med Knappen & Hakim. Vardagar 6-9 på NRJ Sverige.